# Santuario di Notre-Dame de Guérison
Il santuario di Notre-Dame-de-Guérison (pron. fr. AFI: [nɔtʁə dam də ɡeʁizɔ̃], lett. Nostra Signora di guarigione) è situato in Valle d'Aosta, nel comune di Courmayeur.

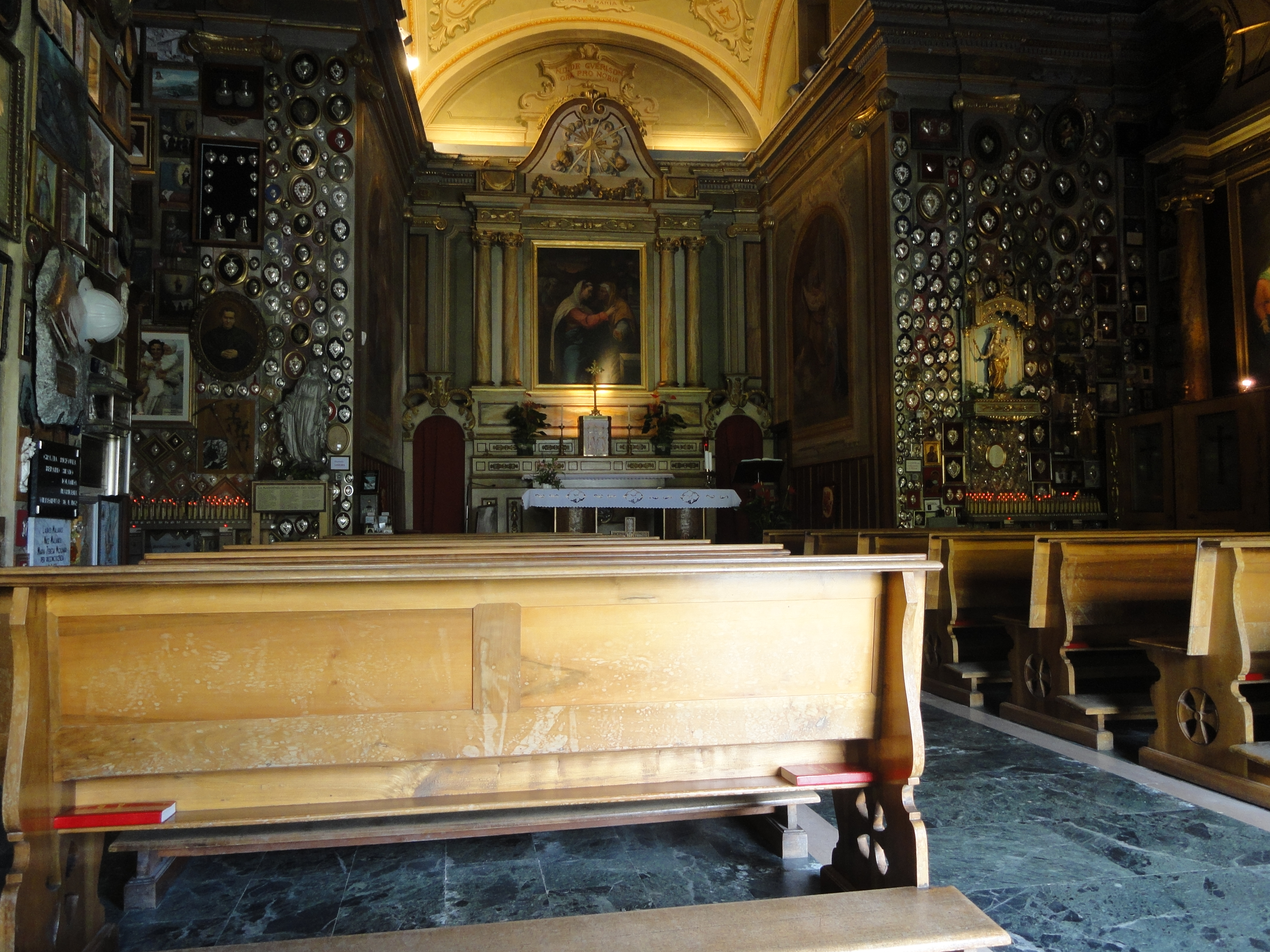
Interno del santuario

## Ubicazione
Sorge sotto il Monte Bianco, ai piedi del ghiacciaio della Brenva e all'inizio della Val Vény.

## Storia
È intitolato a Maria, invocata come guaritrice. Edificato nel XIX secolo, venne consacrato nel 1868.
I moltissimi ex voto presenti, riguardano maggiormente alpinisti che hanno scampato il pericolo durante i tentativi di risalita del Monte Bianco o l'attraversamento dei tanti valichi.
È stato eretto a santuario mariano diocesano ed è uno dei santuari più frequentati della Valle d'Aosta. Anche papa Giovanni Paolo II e papa Benedetto XVI, durante le loro vacanze a Les Combes d'Introd, vi si sono recati più volte.